# Kaiserin-Augusta-Schule

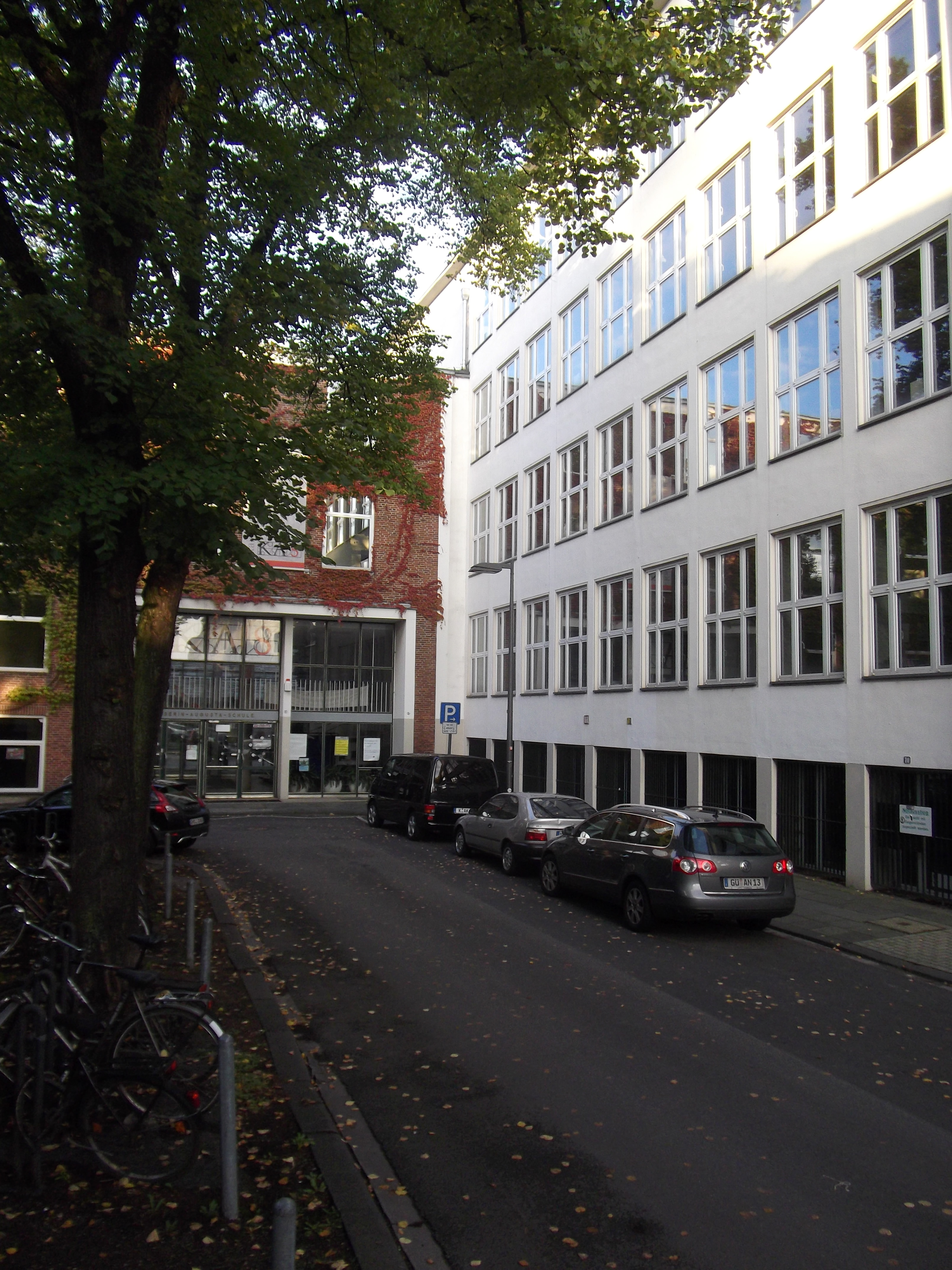
Kaiserin-Augusta-Schule

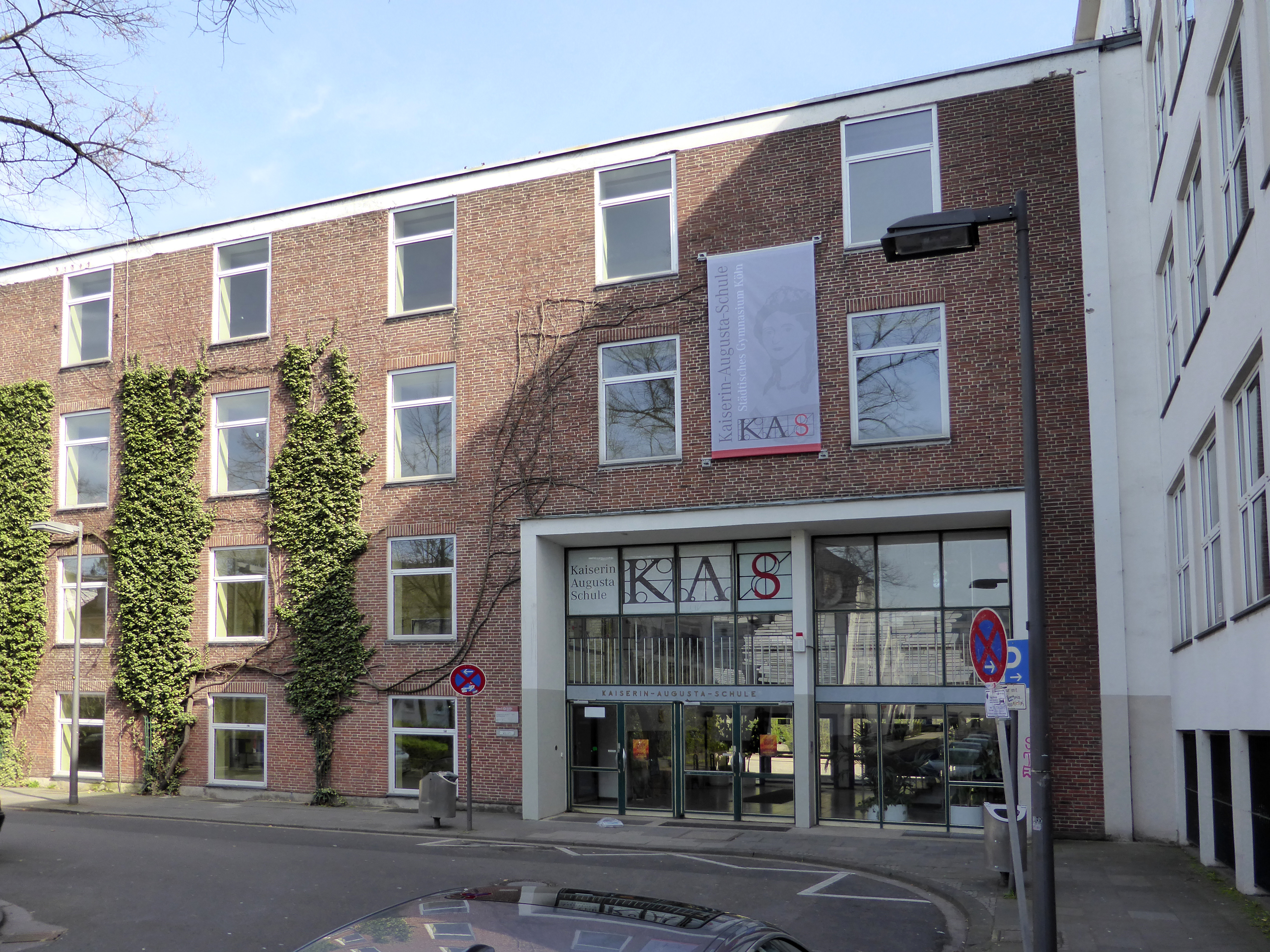
Kaiserin-Augusta-Schule (Georgsplatz 10)

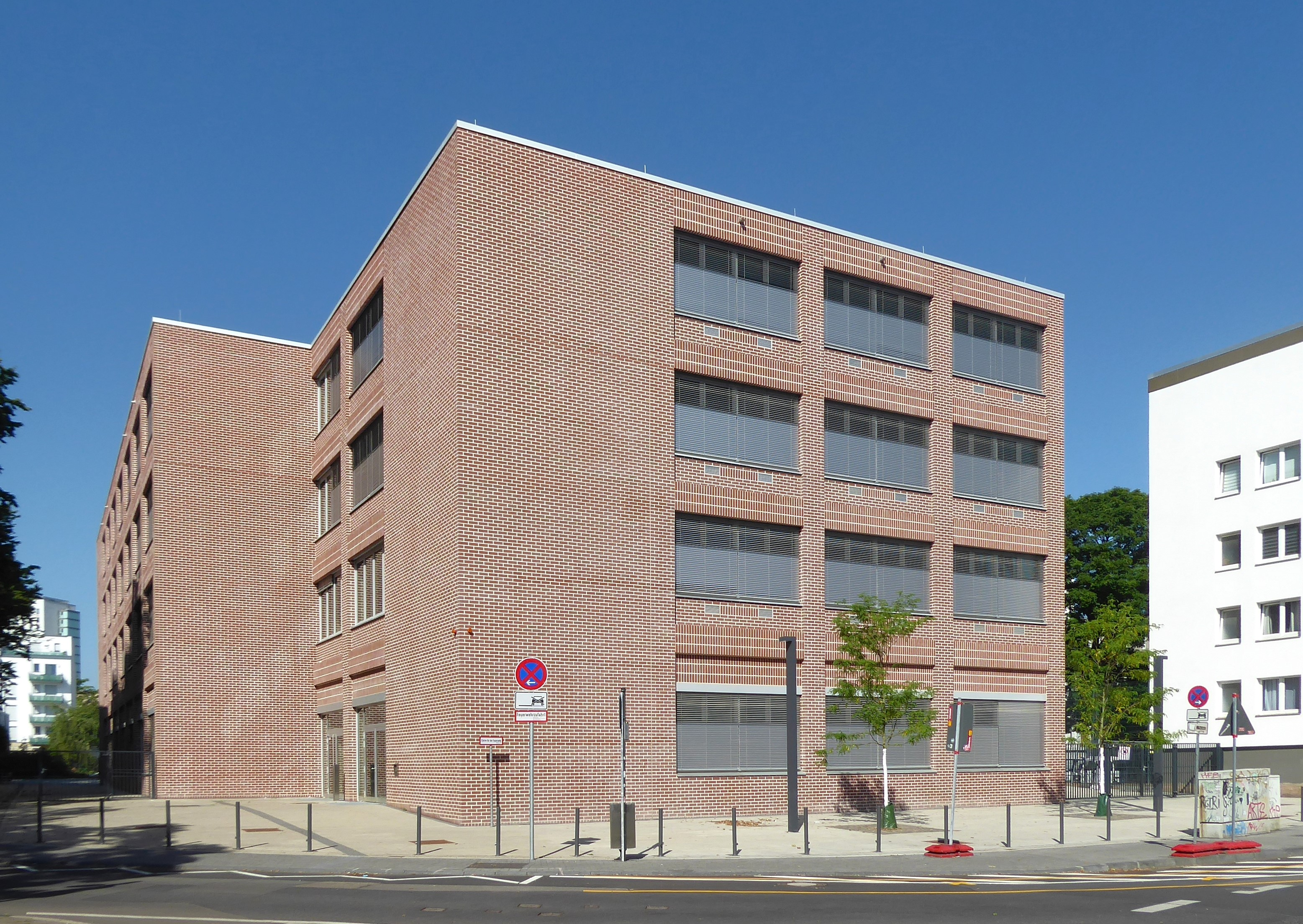
Erweiterungsbau (2024)

Die Kaiserin-Augusta-Schule (KAS) ist ein städtisches Gymnasium in Köln. Es ist benannt nach der ehemaligen deutschen Kaiserin Augusta von Sachsen-Weimar-Eisenach. Aktuell besuchen etwa 1050 Schüler die Schule.

## Geschichte
Das Gymnasium wurde 1902 gegründet, federführend war dabei Friedrich Blumberger, der die damaligen „Erste städtische Schule für höhere Töchter“, die heutige Königin-Luise-Schule leitete. Zunächst lag das Gebäude an der Straße „An Lyskirchen“, kurze Zeit später kam es zu einem Umzug in ein eigenes Gebäude am Kartäuserwall. Im Ersten Weltkrieg wurde das Gebäude als Lazarett benutzt, nach 1919 wurde das Gebäude für ein Jahr von britischen Truppen besetzt.
Im Zweiten Weltkrieg, in dem das Schulgebäude von der Wehrmacht beschlagnahmt wurde, gab es erneut einen Umzug, diesmal in das heutige Gebäude am Georgsplatz 10, das zuvor von der kirchlichen Liebfrauenschule Köln genutzt wurde. Bis 1972 war die Schule eine reine Mädchenschule. Ab diesem Zeitpunkt konnten dann auch Jungen die Schule besuchen.

## Pädagogischer Ansatz
Seit 1987 wird an der Schule nach dem Ansatz des Reformpädagogen Peter Petersen unterrichtet. Die Schule ist als Ganztagsschule eingerichtet.

## Schwerpunkt Neue Medien
Großer Wert wird auch auf die Erziehung in den Neuen Medien gelegt. Der Computer wird unterrichtsunterstützend eingesetzt, Internetzugriff besteht in allen Räumen der Schule. Zusätzlich zur Bibliothek wurde ein Selbstlernzentrum mit neun Computern und zwei Computerräume für ganze Klassen eingerichtet. Die Schule ist seit 2009 beim CAS-Projekt, einem Projekt für bessere Computer in Kölner Schulen, beteiligt und bekam deswegen neue LAN-Verbindungen in allen Räumen sowie neue Computer für das Selbstlernzentrum, die Computerräume und je eins pro Fachraum. Seit Februar 2011 verfügt die Schule dank Unterstützung des Fördervereins über 30 Tablet-Computer, die in drei mobilen Rollsystemen transportiert werden können. Weblogs und ein Schulwiki unterstützen den Unterricht. Ab November 2018 wurde die KAS mit 120 weiteren iPads ausgestattet, so dass nun knapp 200 Tablets über ein internes Buchungsverfahren allen Schülerinnen und Schülern zur Verfügung stehen. Im September 2018 stellte die KAS einer Besuchergruppe aus der Stadt Herten ihr Medienkonzept vor, nach wie vor ist die Kaiserin-Augusta-Schule eine der digitalen Vorreiterschulen Kölns.

## Angebote
Die Schule bietet Englisch oder Französisch als erste Fremdsprache an. Derzeit werden Latein, Informationstechnologie, Naturwissenschaften, Kunst-Darstellendes Spiel, Wirtschaftsenglisch (mit international anerkanntem Zertifikat) und Altgriechisch in Kooperation mit dem Friedrich-Wilhelm-Gymnasium als Wahlfächer ab Jahrgang 8 angeboten. Außerdem werden Spanisch und Italienisch als Arbeitsgemeinschaften angeboten. Das Französisch-Zertifikat DELF / DALF kann erworben werden.
Das Gymnasium hat Partnerschulen in Frankreich, Texas, Griechenland, Bolivien und Chile. Die Schulgemeinschaft engagiert sich für die karitative Institution Kairos in Santiago de Chile. Die Schule nimmt seit Jahren am Wettbewerb „Jugend debattiert“ teil.
Es gibt eine Reihe von Arbeitsgemeinschaften im Bereich Musik, Naturwissenschaften, Sprachen, Sport, Theater und Technik. Im November 2009 nahm die Oberstufe an einem vom Kölner Stadt-Anzeiger ausgerufenen Filmprojekt teil, bei dem von 67 Schülern 17 Kurzfilme gedreht wurden.
Für das Schuljahr 2023/2024 ist die Schule als Bündelungsgymnasium ausgewiesen.

## Einsturz des Kölner Stadtarchivs
Neben der stark beschädigten Nachbarschule Friedrich-Wilhelm-Gymnasium wurde im März 2009 auch die KAS vom Einsturz des Kölner Stadtarchivs betroffen. Nach einer dreiwöchigen Sperrung der Schule und Verlagerung des Unterrichts in die Fachhochschule Köln, in der die Tragfähigkeit des Untergrunds und die Statik des Gebäudes geprüft wurden, konnte der Unterricht nach einem Monat wieder am alten Ort aufgenommen werden.

## Bekannte Lehrer und Absolventen

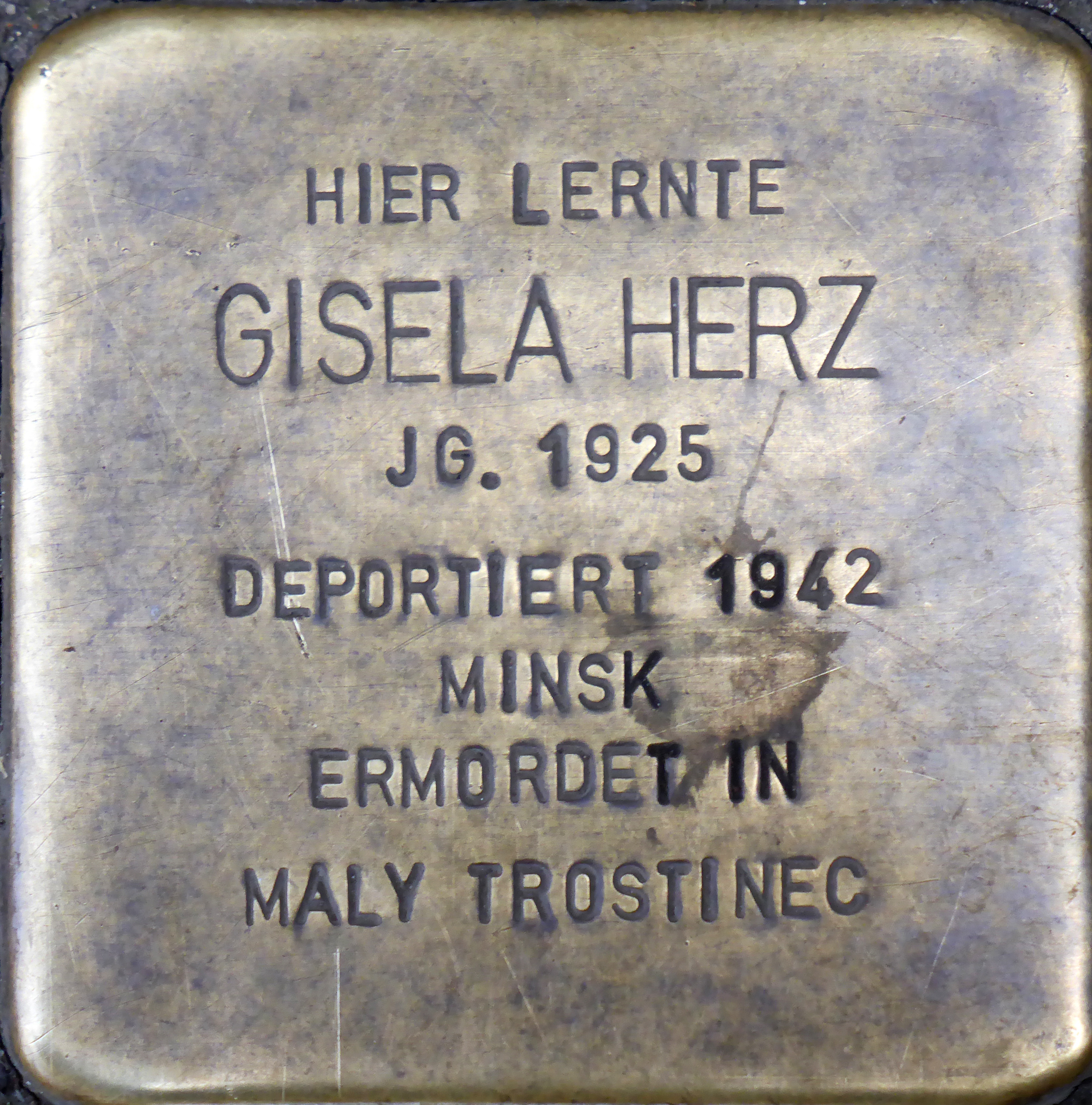
Stolperstein zum Gedenken an die ehemalige Schülerin Gisela Herz.

### Lehrer
- Die spätere Politikerin Helene Weber (1881–1962) unterrichtete ab 1911 an der Schule[8]

### Schüler
- Maria Hasemeier-Eulenbruch (1899–1972), Keramikerin und Kunstprofessorin[9]
- Lilli Jahn (1900–1944), Ärztin, Opfer der Nationalsozialisten
- Louise Jörissen (1897–1987), Gründerin katholischer Sozialschulen[10]
- Freya von Moltke geb. Deichmann (1911–2010), Juristin und Widerstandskämpferin[11]
- Dorothee Sölle (1929–2003), evangelische Theologin und Dichterin[12]
- Jutta Dahl geb. Weitbrecht (* 1943), erste Trägerin des Aachener Friedenspreises (1988)
- Reingard Monika Nischik (* 1952), Hochschullehrerin an der Universität Konstanz
- Ursula Heise (* 1960), Literaturwissenschaftlerin und Hochschullehrerin in den USA
- Andreas Daum, Historiker und Hochschullehrer in den USA
- Paulus Vennebusch (* 1968), Autor
- Marietta Slomka (* 1969), Fernsehjournalistin
- Sarah Burrini, (* 1979), Comickünstlerin
- Jonas Baeck (* 1981), Schauspieler
- Schwartz (* 1981), Rapper und Schriftsteller
- Marcel Lewandowsky (* 1982), Politologe und Autor
- Pia Pinger (* 1982), Professorin an der Universität zu Köln
- Sinje Irslinger (* 1996), Schauspielerin
- Wassily Nemitz (* 1993), Vorstandssprecher von Amnesty International in Deutschland[13]